# Alvaro Astolpho da Silveira
Alvaro Astolpho da Silveira  ( 1867- 1945) fue un ingeniero, botánico, y pteridólogo brasileño.

## Biografía
Formado en 1892 como ingeniero de minas de Ouro Preto Escuela de Minas, además de estudiar ingeniería civil en la misma escuela.
De 1904 a 1907 dirigió la Prensa Oficial de Minas Gerais; y entre 1906 a 1920 ocupó diversos cargos en el Consejo de Agricultura, y director entre 1914 y 1920. Su producción científica y literaria merece ser dividido en temas: los años que ha estado en varios cargos en el Consejo de Agricultura, publicado por viaje a Brasil: notas e impresiones recogidas en Mr. viaje Dr. Affonso Penna (1906), la flora de Minería Sierras (1908) y de la Flora y sus sierras (1908). Cuando a bordo de la Escuela de Agricultura y la Junta publicado conjuntamente La forestación de Belo Horizonte (1914), La planta de algodón en Minas Gerais (1916), asesor agrícola (1917), Selva y Ganadería (1917) y de Agricultura y Ganadería (1919) . Cuando regresó a la junta directiva de la comisión publicó Memorias corográficas (1921), Fuentes, lluvias y Forestas (1923), Relatos y memorias (1924), también contribuyó al Boletín de Agricultura, Zoología y Veterinaria Minas Gerais (de 1928), Geografía de Minas Gerais (1929) y Floralia Motium (1931).

## Algunas publicaciones

### Libros
- 1929. A morte do burro. Ed. Officinas Graphicas de Oliveira, Costa & Cia. 	181 pp.

- 1923. Fontes, chuvas e florestas. Ed. Impr. Official do Estado, 344 pp.

- 1917. Floresta & pecuaria .... Ed. Impr. off. do Estado de Minas Geraes, 59 pp.

- 1917. Consultor agrícola. 2ª ed. de Impr. Off. do Estado de Minas Geraes, 	424 pp.

- 1917. Sciencia e superstição: conferencia ... 37 pp.

- 1916. As florestas e as chuvas ... Ed. Impr. off. de estado de Minas Geraes, 84 pp.

- 1911. A mathematica na musica e na linguagem. Ed. 	Impr. official do estado de Minas Geraes, 74 pp.

- 1908. Flora e serras Mineiras. Impr. Off. Belo Horizonte. 285 pp.

## Honores
- miembro y presidente del Instituto Histórico y Geográfico de Minas Gerais[3]
- 1910: socio fundador de la Sociedad Minera de Agricultura
- 1912: Ingeniería Escuela Libre
- Facultad de Agronomía y Medicina Veterinaria, director de 1914 a 1917
- 1921, Jnta geográfica y geológica de la Comisión de Minas Gerais, permaneciendo hasta 1931, cuando se retiró
- 1915: presidente de Academia de Letras de Minas y fue responsable de la transferencia de la sede original, fundada en 1909 en Juiz de Fora a la nueva capital de ese año, y fue presidente durante seis años

### Eponimia
- (Anacardiaceae) Trichoscypha silveirana Exell & Mendonça[4]

- (Myrtaceae) Myrciaria silveirana D.Legrand[5]
- La abreviatura «Silveira» se emplea para indicar a Alvaro Astolpho da Silveira como autoridad en la descripción y clasificación científica de los vegetales.[6]